# Remenus kirchneri
Remenus kirchneri är en bäcksländeart som beskrevs av Boris C. Kondratieff och C.H. Nelson 1995. Remenus kirchneri ingår i släktet Remenus och familjen rovbäcksländor. Inga underarter finns listade i Catalogue of Life.